# Schiffsbegrüßungsanlage Rendsburg

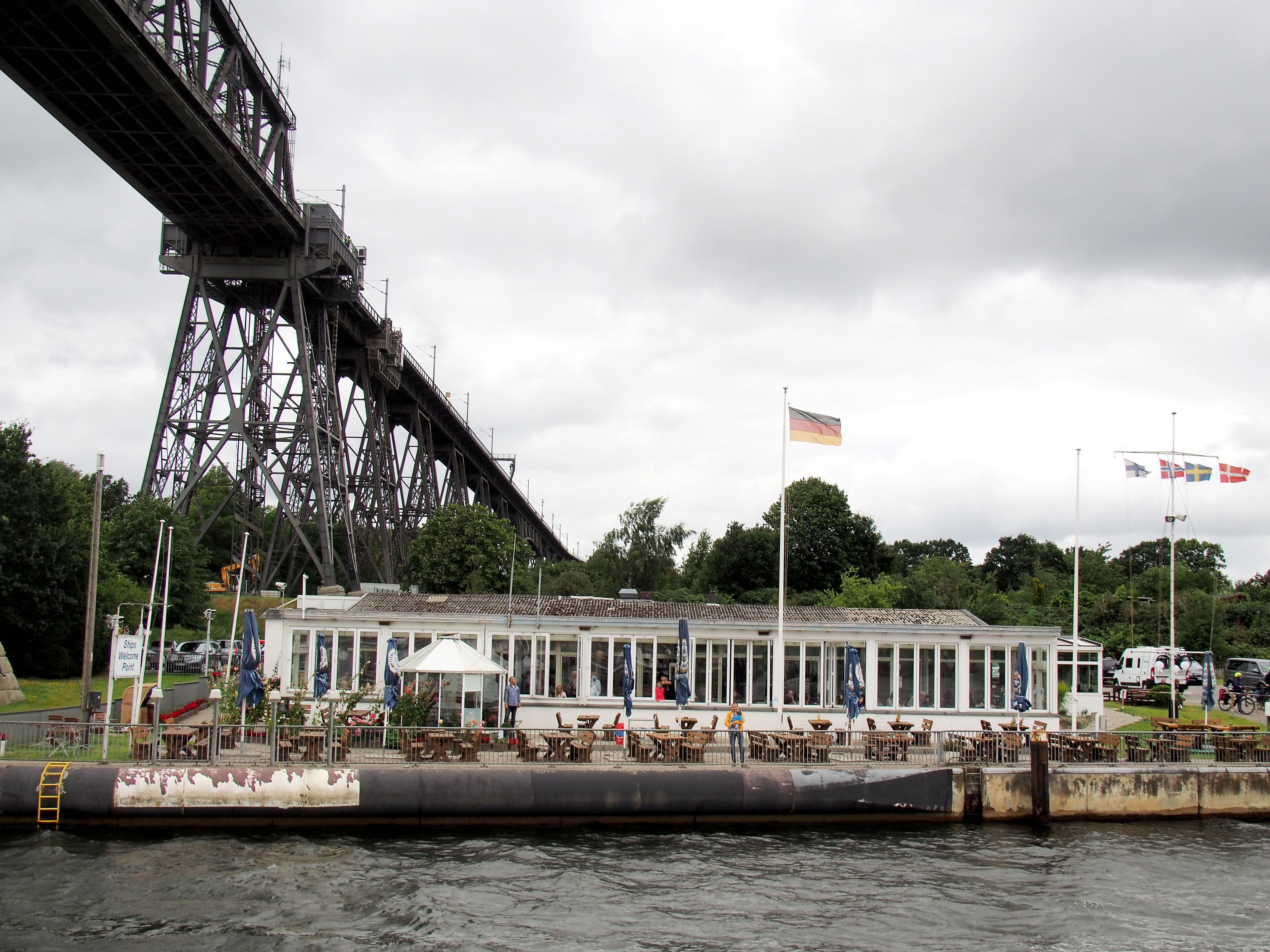
Schiffsbegrüßungsanlage unter der Rendsburger Hochbrücke

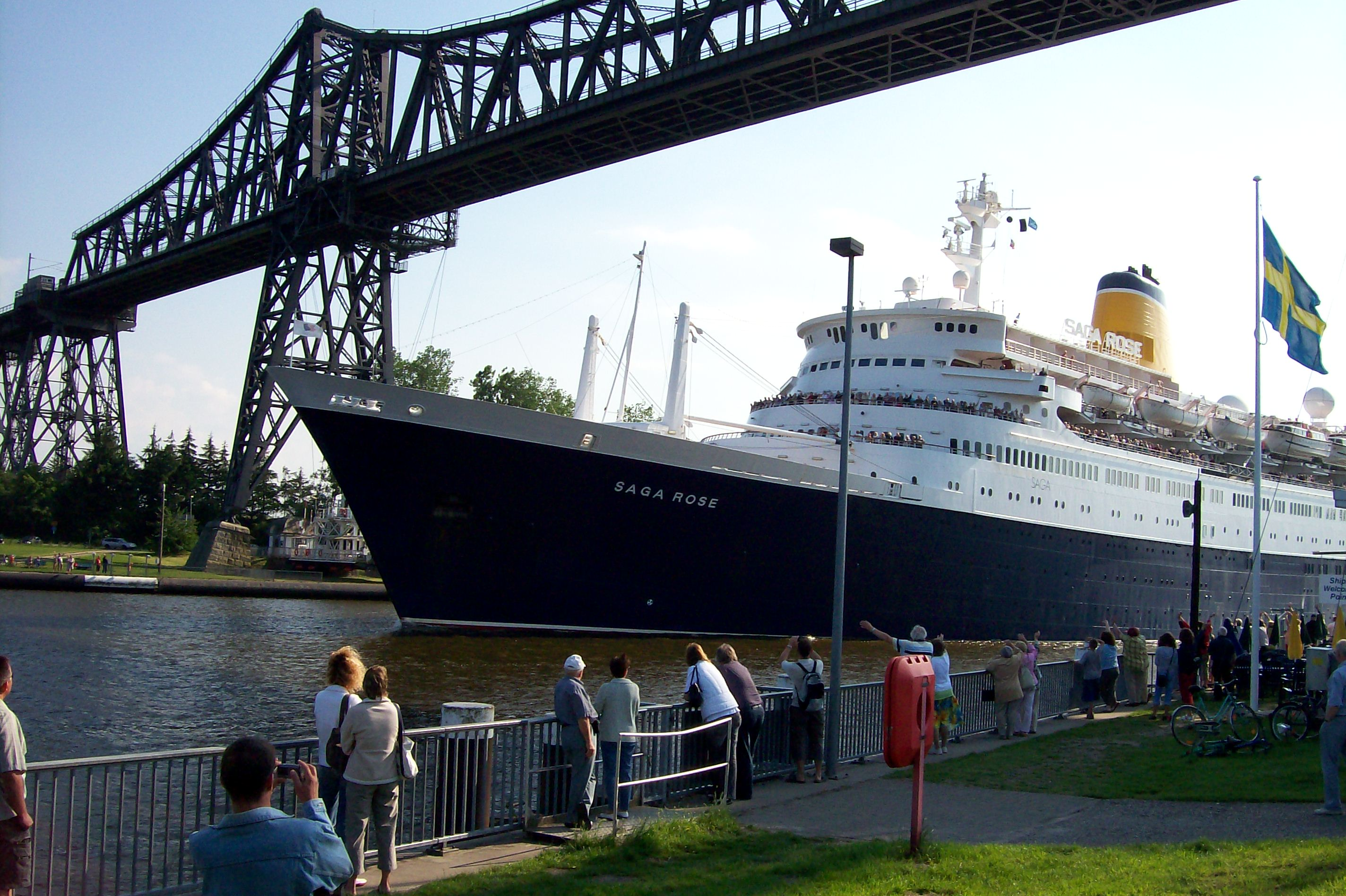
Schiffsbegrüßung

Die Schiffsbegrüßungsanlage Rendsburg ist eine Einrichtung am Nord-Ostsee-Kanal direkt an der Rendsburger Hochbrücke. Sie wurde als zweite Schiffsbegrüßungsanlage in Deutschland am 2. Juni 1997 eingeweiht.
Entstanden ist die Schiffsbegrüßungsanlage, die die Schiffsbegrüßungsanlage Willkomm-Höft in Wedel als Vorbild hat, aus der Idee, Touristen in Rendsburg eine weitere Attraktion zu bieten. Zunächst war die Anlage am Restaurant Brückenterrassen nur am Wochenende besetzt, mittlerweile werden Schiffe täglich von 10 Uhr bis zum Einbruch der Dunkelheit durch das Dippen der jeweiligen Nationalflagge und das Anspielen der Nationalhymne begrüßt. Gäste an der Schiffsbegrüßungsanlage bekommen Informationen über die den Kanal passierenden Schiffe. Anfangs mussten die Informationen über die Schiffe von den Schiffsbegrüßern zusammengesucht werden. Sie bedienten sich dabei z. B. der Weichenwärter am Nord-Ostsee-Kanal. Inzwischen wird die Schiffsbegrüßungsanlage u. a. mit Informationen des Schiffsmeldedienstes in Hamburg auf elektronischem Weg versorgt.